# ورود قطار نورماندی به ایستگاه گار سو لازار

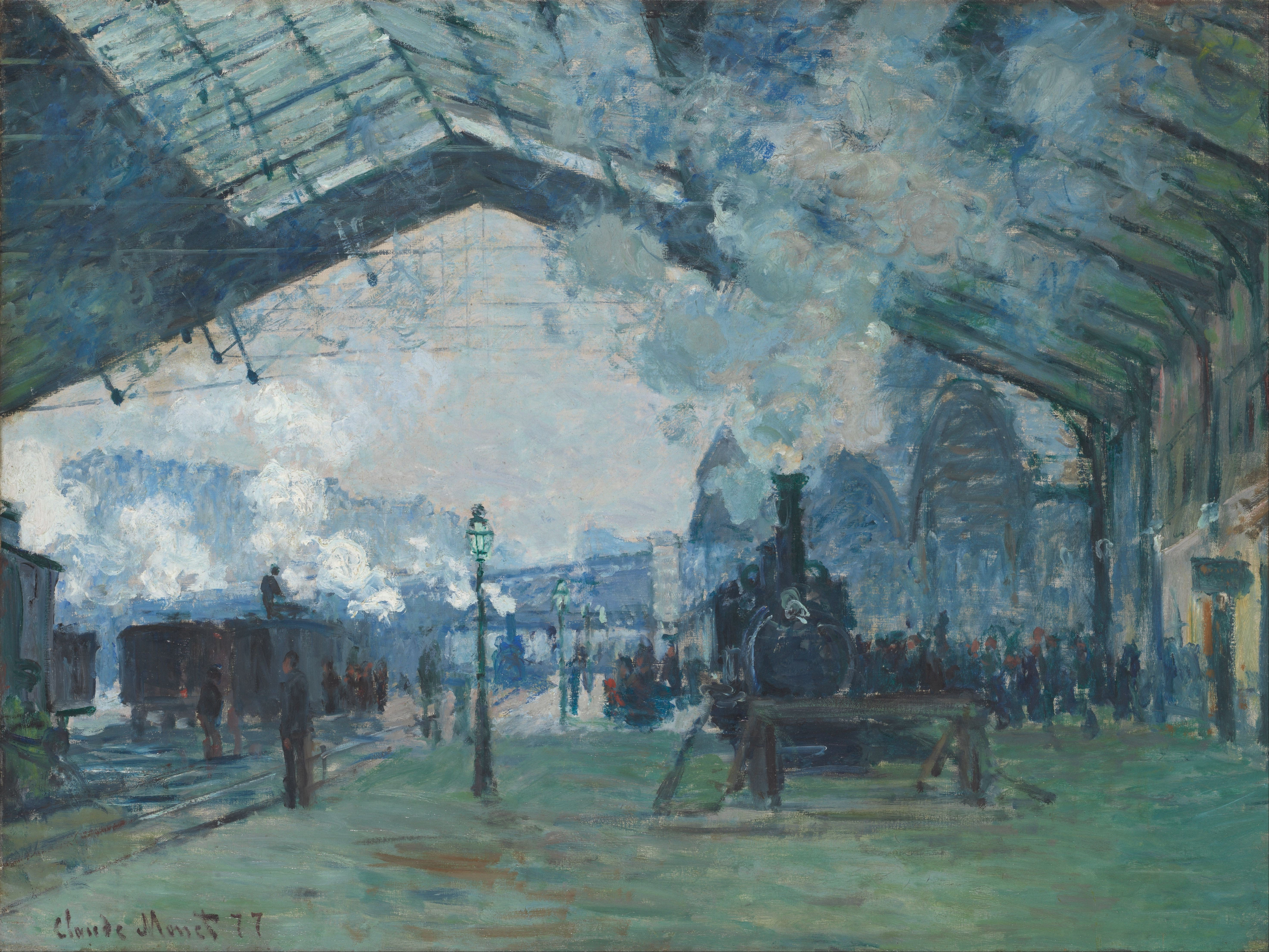
کلود مونه، ورود قطار نورماندی به ایستگاه گار سو لازا

ورود قطار نورماندی به ایستگاه گار سو لازار (انگلیسی: Arrival of the Normandy Train, Gare Saint-Lazare) که برخی اوقات تحت عنوان ایستگاه راه‌آهن سو لازا پاریس هم شناخته می‌شود، یک تابلوی نقاشی رنگ روغن از نقاش فرانسوی، کلود مونه است که در تاریخ ۱۸۷۷ طرح گردید. این اثر هنری امروزه در مؤسسه هنر شیکاگو به نمایش‌گذاشته شده‌است